# ويليام برترام
ويليام برترام هو مخرج وممثل كندي، ولد في 19 يناير 1880 في كندا، وتوفي في 1 مايو 1933 بلوس أنجلوس في الولايات المتحدة.

## وصلات خارجية
- ويليام برترام على موقع IMDb (الإنجليزية)
- ويليام برترام على موقع أول موفي (الإنجليزية)
- ويليام برترام على موقع قاعدة بيانات الأفلام السويدية (السويدية)
- ويليام برترام على موقع قاعدة بيانات الفيلم (الإنجليزية)
- ويليام برترام على موقع كينوبويسك (الروسية)